# سلطانه (هنرپیشه)
سلطانه (انگلیسی: Sultana) یک هنرپیشه، و تهیه‌کننده فیلم اهل هند است.
وی یکی از نخستین زنان بازیگر سینمای هند است که در فیلم‌های صامت و صدادار هنرنمایی نموده‌است. وی دختر فاطمه بیگم نخستین کارگردان زن در سینمای هند است.